# Addio vecchio West
Addio vecchio West (Rustlers' Rhapsody) è un film del 1985 diretto da Hugh Wilson.